# Sansoniella minuta
Sansoniella minuta is een slakkensoort uit de familie van de Pickworthiidae. De wetenschappelijke naam van de soort is voor het eerst geldig gepubliceerd in 1927 door Hornung & Mermod.